# Камерализм

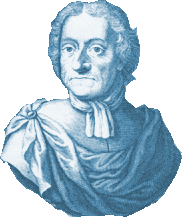
Ф. Л. фон Зекендорф

Камерализм (лат. camera — камера, государственная казна) — политика, направленная на аккумуляцию денежных ресурсов внутри государства с целью достижения независимости самообеспечения, по созданию материальных предпосылок для достижения всеобщего, духовного блага.

## История
Название происходит от слова «camera», ведомства, действующего при дворе правителя, управляющего его активами и взимающего дани и налоги. Деятельность ведомства дала начало целой области знаний Kameralwissenschaften. В начале XVIII века в Западной Европе, а с XIX века — и в России в университетах возникли кафедры камералистики, на которых изучались административные и экономические дисциплины.
Камерализм вырос на почве относительно отсталой экономической, социальной и политической структуры Германии, что было результатом Тридцатилетней войны (1618—1648). Экономический кризис, последовавший за ней, также был следствием глубокого политического раскола в государстве.
Камерализм предполагал устраивать государственное управление по функциональному принципу, то есть каждое учреждение должно было ведать своей особой сферой управления. Центральным звеном были финансовые учреждения, которые четко делились на органы, занятые сбором средств, органы, сосредоточивавшие эти средства и выдающие их на расходы, и, наконец, органы, которые вели независимый финансовый учёт и контроль финансов. Во всех учреждениях действовали единые принципы формуляра различного рода документов, утверждённые правила «движения бумаг», их учёта и оборота в недрах канцелярии.
Впервые о нём написал в своем знаменитом труде «Немецкое княжеское государство» в 1656 году Ф. Л. фон Зекендорф. Его идеи развили видные теоретики меркантилизма Й. Бехер, Ф. Герниг и В. Шрёдер, видевшие в государстве главный двигатель экономического развития. Государство они считали чем-то вроде «экономического товарищества» в разделенном на сословия обществе, которое призвано заботиться о повышении численности населения и о его благополучии.
Одним из главных представителей камерализма был Иоганн Генрих Готлиб фон Юсти (1717—1771), многочисленные труды которого были посвящены учению о внутреннем государственном управлении, имеющем целью всеобщее благо, счастье каждого отдельного человека и всего общества. Поскольку экономическая деятельность, порождающая конкуренцию, разъединяет и разобщает людей, государство как особый социально-политический институт должно было взять на себя задачу приведения их к согласию.
Теории немецких камералистов находили благодатную почву в экономической действительности Германии того времени. Неслучайно главные импульсы к возрождению страны исходили от князей и их правительств.
Немецкий камерализм придавал гораздо большее значение росту населения, чем европейский меркантилизм. В этом сказывались не только последствия Тридцатилетней войны, но и внутренняя фискальная ориентация немецких монархов, видевших в увеличении производительности труда каждого отдельного человека главный способ роста государственного благосостояния.
К камералистским мерам принадлежали также создание собственных мануфактур, запрет на ввоз отдельных товаров и экспорт сырья, высокие ввозные пошлины на определенную продукцию, контроль качества, использование принудительного труда и т. п.

## Видные представители камерализма
- Мельхиор фон Осса (1506 - 1557)
- Георг Обрехт (1547—1612)
- Фейт Людвиг фон Зекендорф (1626—1692)
- Иоганн Иоахим Бехер (1635—1682)
- Вильгельм фон Шрёдер[нем.] (1640—1688)
- Ганс Карл фон Карловиц (1645—1714)
- Пауль Якоб Марпергер (1656—1730)
- Иоахим-Георг Дарьес (1714—1791)
- Иоганн Генрих Готлиб фон Юсти (1717—1771)
- Йозеф Зонненфельс (1732—1817)